# Бен-Гур (мінісеріал, 2010)
«Бен-Гур» (англ. Ben-Hur) — телевізійний фільм, що його спільно зняли німецькі, канадські, іспанські, американська та британські кінематографісти. Має два епізоди загальною тривалістю 120 хвилин Режисером став Стів Шилл, відомий за популярним серіалом «Декстер». Фільм є четвертою екранізацією знаменитого роману Лью Воллеса. Прем'єра телефільму відбулась у Канаді 4 квітня 2010 року.
Дія відбувається в Юдеї за доби Христа. Два друга, єврей Юда (Іуда) Бен-Гур і римлянин Мессала, зустрічаються після тривалої розлуки дорослими людьми і розуміють, що дружба вже неможлива. Юда співчуває боротьбі свого народу за визволення, а Мессала вимагає, щоби той зрадив своїх співвітчизників.

## У ролях
| Актор               | Роль              |
| ------------------- | ----------------- |
| Джозеф Морган       | Юда Бен-Гур       |
| Стівен Кемпбелл Мур | Мессала           |
| Емілі Ван Кемп      | Естер             |
| Крістін Кройк       | Тірза             |
| Бен Кросс           | Імператор Тиберій |
| Алекс Кінгстон      | Руф               |
| Рей Вінстон         | Квінт Арій        |
| Арт Малік           | Шейх Ільдерим     |
| Саймон Андреу       | Сімонід           |
| Г'ю Бонневіль       | Понтій Пілат      |
| Джеймс Фолкнер      | Марцелл Агріппа   |
| Марк Воррен         | Давид Бен Леві    |
| Лусія Хіменес       | Афіна             |
| Рей Вінстон         | Квінт Арій        |
| Джуліан Кейсі       | Ісус Христос      |
| Юджин Саймон        | Юний Бен Гур      |
| Тобі Марлоу         | Юний Мессала      |
| Даніелла Ерені      | Юна Тірза         |